# Крагић
Крагића постоји неколико грана, на разним мјестима бивше Југославије. Можда су најпознатији Крагићи који воде поријекло из Сплита, у Хрватској, који су римокатоличке исповијести.
Постоји мања породица Крагића у околини Челинца и Котор Вароши, у Републици Српкој, као и само једна породица у Врућици код Теслића, у Републици Српској, такође.
Према неким подацима постоје и Крагићи у Нишу и околини, у Србији.
Познати Крагићи:
- Ђорђе Крагић, војвода ражањски,
- Градимир Крагић, есперантиста